# Heinrich Maria Köster
Heinrich Maria Köster SAC (* 1. Juli 1911 in Olpe; † 29. Mai 1993 in Limburg an der Lahn) war ein deutscher katholischer Theologe.

## Leben
In Limburg an der Lahn wurde er am 14. März 1937 zum Priester geweiht. Er setzte sein Studium an der Universität Bonn und ab 1937 auch in Münster fort. Während des Krieges war er von 1940 bis 1943 Kaplan im Ostsudentenland und von 1943 bis 1945 in Köln und Vallendar. Nach dem Krieg war er seit dem Wintersemester Assistenzprofessor an der Pallottiner-Hochschule in Schönstatt. Ab 1950 war er Professor für Dogmatik und Dogmengeschichte und in den Jahren 1956–1974 deren Rektor. Er lehrte an dieser Hochschule bis zu seiner Pensionierung 1976.
1951 gründete er mit Carl Feckes die „Deutsche Arbeitsgemeinschaft für Mariologie“.

## Schriften (Auswahl)
- Die Mutter Jesu bei Vinzenz Pallotti nach seinen gedruckten Schriften. Ein Beitrag zur Theologie und Frömmigkeitsgeschichte des 19. Jahrhunderts. Limburg 1964, OCLC 73504654.
- Urstand, Fall und Erbsünde in der evangelischen Theologie des 19. Jahrhunderts. Frankfurt am Main 1983, ISBN 3-8204-7570-2.
- Die Mittlerschaft Mariens. Fragen und Überlegungen zu „Maria – Mittlerin aller Gnaden?“. Leutesdorf 1988, ISBN 3-7794-1076-1.
- „Die mich finden, finden das Leben“. Marianische Gestalten aus dem Leben der Kirche. Leutesdorf 1996, ISBN 3-7794-1300-0.